# 梶西達
梶西 達（かじにし さとし、2月11日 - ）は、大阪府出身のフリーアナウンサー。

## 経歴
関西外国語大学外国語学部英米語学科を卒業後、2000年に有限会社アナウンス工房（現：株式会社メディアターナー）へ入社、丸亀競艇場の専属実況を担当していたが2006年に退社。
同社退社後はフリーアナウンサーとして活動、京都リビングエフエム（FMはちよんご）のパーソナリティなどを経て、2015年8月31日のまるポカップより丸亀競艇場の専属実況に復帰した。
2015年以降は競艇場の実況業務を主に担当し、2022年3月以前には、尼崎競艇場・常滑競艇場・浜名湖競艇場・児島競艇場の場内実況に交わり、2022年4月からは津競艇場や鳴門競艇場の場内実況に交わる様になった。特に浜名湖競艇場には2022年4月以降も不定期で場内実況に交わっている。

## 現在の出演番組
- 高校野球中継（奈良テレビ）